# Aparapotamon gracillipedum
Aparapotamon gracillipedum е вид десетоного от семейство Potamidae.

## Разпространение
Видът е разпространен в Китай.